# Lamia (poem)
Lamia este un poem narativ scris de poetul englez John Keats în 1820.
Poemul a fost scris în 1819, în perioada de geniu a lui Keats. Poemul a fost scris la scurt timp după La Belle Dame sans merci.